# Mariana Rosa Fernandes Quintas
Mariana Rosa Fernandes Dias Quintas (Setúbal, S. Julião, 25 de junho de 1862 - Lisboa 21 de Setembro de 1939) foi 1.ª Viscondessa do Bom Sucesso, e empresária agrícola, comercial e filantropa portuguesa.

## Biografia
Grande Proprietária e Capitalista em São Tomé e Primcipe e Santo Tirso. Era prima direita e tia materna por casamento do 1.º Visconde de Cantim.
O título de 1.ª Viscondessa do Bom Sucesso, em sua vida, foi-lhe concedido no estado de viúva por Decreto de D. Carlos I de Portugal de 23 de Março de 1904, como recompensa das obras de viação no Sul do Concelho de Santo Tirso, às custas da Viscondessa do Bom Sucesso, do seu primo direito Visconde de Cantim e herdeiros de António Francisco Ruas.
Foi uma das primeiras mulheres empresárias em Portugal.

## Casamento e descendência
Casou com seu tio paterno José António Dias Quintas, Comendador, do qual teve um filho e três filhas.